# Sanukitoide

Los sanukitoides son una familia de rocas tipo granitoides caracterizadas por tener composiciones químicas entre TTG Arqueano y granitoides modernos de arco. La mayoría de los sanukitoides fueron emplazados durante la transición Arqueano-Proterozoico.